# La bicicleta de los Huanca
La bicicleta de los Huanca (en inglés The Huanca's Bicycle) es una serie de comedia boliviana de 1993, dirigida y producida por Roberto Calasich, y protagonizada por Aldo Velásquez y, coprotagonizada por Eloisa Álvarez, Iván Unzueta, Ivana Calle y Milton Llanos.
Inicialmente, comenzó como una serie donde narra la historia de los Huancas y sus anécdotas en el pequeño pueblo de Pucarani del departamento de La Paz en Bolivia. El año 2007 la serie se lanzó en formato de película de 2 horas de duración, el que recopila todos los capítulos estrenados por la serie en 1993.

## Sinopsis
Todo inicia con la llegada de Jimmy a Pucarani (que en realidad era un proveedor de droga, que se hace pasar como Campeón Mundial de Ciclismo), que arriba a la localidad con el objetivo de entregar droga a otro contacto.  En lo que busca a su contacto Ricardo (Oscar Bernal) y a su novia Katty (Viviana Chacón), se extravía en la localidad por lo que, busca a alguien que lo lleve al pueblo y en eso, se encuentra a Gumercindo "Gumer" (Hugo Fernández), un chofer de camioneta que suele ser ladino en la población. Mientras que Jimmy salió del vehículo para orinar, Gumercindo se da cuenta de que la bicicleta de carrera de Jimmy es valiosa por su apariencia (ignorando que hay droga dentro de ella) y se la roba. Cuando Jimmy voltea a ver, no logra alcanzar a Gumercindo, dándose por perdido y extraviado en el campo. 
Casualmente, Gumercindo aparece en el pueblo junto a Satuco (Milton Llanos), un joven de la localidad; quien llevaba la bicicleta para venderla por lo que, Satuco es el primer postor a la misma a nombre de su tío, mientras que aparece Severa (Eloisa Álvarez), quien se molesta por el costo de la "bici", aunque se notaba interesada. Luego, Severa va a su casa y ve a su esposo Heleuterio (Aldo Velásquez) durmiendo en lugar de trabajar. Aunque se molesta por verlo mareado, decide comprar la bicicleta de Gumercindo con su dinero, enviando a Heleuterio a riesgo de que éste lo pueda gastar en cervezas. A la vez, Satuco va a la casa de su tío Silverio "Choque Chan" (Iván Unzueta), un comunario del pueblo que se caracteriza por conocer de kung-fu. Le sugiere comprar la bicicleta bajo ciertas ventajas, pero cuando se entera de que Severa quiere comprarla también, se dispone a adquirirla rápidamente. Cuando Heleuterio llega a la plaza, ve que Satuco estaba manejando la "bici" (ya que llegó antes que el otro) por lo que, pide pasear en ella pero durante el trayecto, tiene un accidente cerca de un camión por lo que, Satuco se molesta. Al final, Heleuterio se va decepcionado y se va a embriagar con el dinero de Severa. 
Mientras pasaba esto, Marcelina (Ivana Calle), una joven pastora de ovejas e hija del alcalde Zacarías (David Huarachi) quien se encuentra pastando y es cuando encuentra a Jimmy en estado inconsciente en el suelo. Cuando éste reaaciona, Marcelina le da una pedrada en la cabeza, saliendo espantada. 
Mientras regresaba a casa, Heleuterio se encuentra con su esposa, quien le increpa por su estado de ebriedad, por lo que tienen una discusión en la calle que después de todo, Heleuterio se va a una cantina con sus amigos ignorando a Severa. Por otro lado, Satuco va al campo mientras se dirige a la casa de su tío con la bicicleta pero en el camino, se encuentra con Marcelina, quien le cuenta que había visto a un demonio (forma en que se refiere a Jimmy). Al no creer en su afirmación, empieza a bromear con ella pero ésta logra detenerlo y en lo que Satuco se subió a la bicicleta, Marcelina lo empuja colina abajo, haciendo que cayese en el trayecto. Por una extraña razón, la bicicleta se desplaza en bajada hacia Heleuterio, quien estaba ebrio y se encontraba cerca del lugar. Al verla, se emociona y va a su casa para entregársela a Severa; no sin antes, haberse encontrado con Gumercindo, quien le recrimina por poseer la bicicleta que le había vendido a Satuco, por lo que lo extorsiona y le indica que si alguien preguntase por la bici, debe decir que se lo vendió otra persona. Asimismo, llega a encontrarse con Satuco, quien le exige devolverle la bici pero Heleuterio asume que la misma no es de él por lo que, ambos pelean, siendo Heleuterio el ganador. 
En eso, Satuco le hace saber del problema a su tío (quien además es su maestro de kung-fu) y pide ir con él. Al momento del encuentro, Heleuterio nuevamente pelea con Satuco, esta vez en presencia de Choque y aun así lo derrota. Para redimirse, Choque pelea con Heleuterio y lo vence rápidamente con un ardid. En eso, Severa ve que agredieron a su esposo y lo defiende. A la misma situación, lo hace Tomasa (Virginia Calle), la esposa de Choque; quien se encontraba con el cura (Marco Águila). Para evitar más conflictos entre ambas familias, el cura los reúne en la iglesia donde anuncia que se realizará una carrera de bicicletas en Pucarani, donde el ganador será declarado Campeón y a la vez, poseerá la susodicha bicicleta como premio. 
A la par, Marcelina cree que Jimmy era un demonio (denominado como Kari Kari) por lo que se lo comenta a varias personas, entre ellas a su padre y a Severa, quien le dice que no es miedo hacia él sino que son cosas de amor, ya que supone que Marcelina estaba enamorada. En un determinado momento, Satuco quiso aprovecharse de Marcelina pero Jimmy logra espantarlo. 
Preparándose para la carrera, Heleuterio viaja a La Paz, donde quiere comprar una bicicleta para la competencia. Casualmente, logra adquirir una de parte de dos ciclistas que en lugar de venderla, se la regalan. Cuando regresa al pueblo, celebra su llegada con Zacarías, Gumercindo y otros hombres más. Para su desdicha, se entera de que la carrera de bicicletas es exclusivamente para mujeres por lo que Heleuterio arma diversas estrategias para ser el ganador. Cuando trata de convencer a Severa para participar, no logra hacerlo aunque propone un trato: Si Severa participaría, ambos se casarían por lo que, Severa asume esa proposición como algo serio y acepta entrar a la competencia. 
Durante el transcurso previo a la carrera, se ve a Choque entrenando a Tomasa, y Heleuterio enseñando a Severa. Debido a un accidente con el cura, Severa se lesiona el tobillo, complicando su participación. A la par, Marcelina llega a conocer a profundidad a Jimmy, desarrollándose una relación amorosa entre ellos y a la vez, ella decide participar en la carrera, decisión que afecta a Heleuterio pues confiaba en que ella participara como representante suya. En lo que trataba de convencer al padre de Marcelina, éste le cuenta una anécdota donde le sugiere por broma que se vista de mujer, historia que Heleuterio tomó en serio. 
Días después, Gumercindo anda buscando a Jimmy, quien figuraba como desaparecido. Al primero que le pregunta es a Zacarías y posteriormente a Marcelina, quien se entera de que él era casado por lo que ignora todas las preguntas que le hacen. Dudando de sus palabras, Gumercindo sigue a Marcelina y la encuentra jugueteando con Jimmy, por lo que arma un plan para secuestrar a Jimmy y cobrar recompensa por su hallazgo. Por un malentendido, los ayudantes de Gumercindo secuestran a otra persona, quien resultó ser Heleuterio. Aclarando los detalles, resultó que Heleuterio tomó una decisión muy extraña: Participar en la carrera vestido de mujer de pollera, siendo Gumercindo el único que supiese del secreto. 
Bajo este nuevo personaje, Heleuterio se hace pasar por una prima suya como Remedios Huanca. El primero que se convence de su aspecto es Satuco, quien supuso que era una mujer sencilla de coquetear pero termina mal. Por alguna razón, "Remedios" se convierte en una revelación entre los habitantes del pueblo, siendo la atracción de los hombres y la envidia de las mujeres, entre ellas Tomasa y la propia Severa. A tal punto que, es el blanco de las críticas del cura. Durante el transcurso, Zacarías es el segundo que se entera de su verdadera identidad. Mientras tanto, se ve la llegada de Wacho, el delincuente del pueblo; quien trató de abusar de Remedios pero ésta logra detenerlo. A causa de esto, decide vengarse. 
Al día siguiente, se desarrolla la carrera de bicicleta, donde Satuco decide llevar a su tía Tomasa para competir pero por consejo de su tío, deciden hacer trampa. En el momento, Satuco le revela a Choque que Wacho había llegado al pueblo y como parte de sus fechorías, había secuestrado a una mujer, que según él, era una Huanca. Esto deja desconcertado a Choque, pensando en que si podía ser Remedios o Severa, por lo que decide ir a resolver el problema en tanto que su sobrino fuese con Tomasa a la competencia. Asimismo, Marcelina va a la carrera de forma individual, ya que Jimmy había sido secuestrado por Gumercindo. Como se había dicho antes, Wacho decide victimar a Remedios, como venganza de lo que había pasado antes. 
Mientras se desarrollaba la carrera, Choque va en busca de Wacho pero irónicamente Severa encuentra la bicicleta de Heleuterio en la calle por lo que, supone que Choque se fue con Remedios. Para sorpresa de Wacho, Choque lo encuentra y lo reta a enfrentarse contra él. En cuanto sucede esto, Remedios (Heleuterio) recoge su bicicleta y se dirige hacia la carrera, y logra entrar en medio de la misma, reemplazando a Marcelina, quien se había salido del circuito. Marcelina abandonó la carrera porque supo dónde estaba Jimmy y salió en busca de Gumercindo. Al encontrarlo, lo reanima y logran robarle el auto a Gumercindo y huyen juntos. 
Durante la pelea de Wacho y Choque, aparece Severa recriminándole a Choque por su pelea pero es cuando se revela un detalle: Wacho resultó ser el culpable de que Severa y Choque no pudiesen estar juntos, ya que éste lo agredió mientras se dirigía hacia la casa de Severa. Al final, Choque logra redimirse, derrotando a Wacho y a sus matones. EN ese instante, Choque le revela a Severa que aún la ama como cuando eran jóvenes, sentimiento que fue correspondido por ella, aunque se siente mal por Heleuterio pero según lo que se creía, Heleuterio había abandonado a Severa, por lo que deciden irse juntos sin que nadie les impida, aunque Wacho regresa para matarlo, Choque lo derriba y lo noquea. 
Mientras Jimmy y Marcelina huían, éste encuentra a Ricardo y a Katty, razón por la que se baja del auto y se encuentra con ella y se abrazan. Esto hizo que Marcelina se moleste y saliera huyendo del auto con rumbo desconocido. Con todo esto, Ricardo carga la bicicleta que Gumercindo había robado y todos se suben al auto para regresar a casa. Mientras rergesaba a pie, Gumercindo encuentra el cuaderno de Marcelina y se queda revisando lo que había escrito y dibujado. 
Al final, Heleuterio regresa ebrio a casa y quiere celebrar con Severa pero en eso, encuentra el zapato de Choque (zapato que se había extraviado cuando éste fue a la casa de los Huanca) y decide revelar el secreto de que se hizo pasar por su prima. Al ver que Severa no se encontraba en casa, Heleuterio supone lo que realmente pasó, Severa se había fugado con Choque, razón que hace que llore desconsoladamente. 
La película finaliza con una escena donde Severa y Choque están jugueteando en el campo como solían hacerlo de jóvenes.

## Reparto
| Actor           | Personaje              |
| --------------- | ---------------------- |
| Aldo Velásquez  | Heleuterio Huanca      |
| Eloisa Álvarez  | Severa Huanca          |
| Iván Unzueta    | Silverio Choque "Chan" |
| Ivana Calle     | Marcelina              |
| Milton Llanos   | Satuco                 |
| Hugo Fernández  | Gumercindo             |
| Virginia Troche | Tomasa Choque          |
| Marco Águila    | Cura                   |
| Jaime Chacón    | Ricardo                |
| David Huarachi  | Zacarías               |
| Viviana Garrón  | Katty                  |

## Creación de la serie y de la película
En el año 1987, Roberto Calasich empezó a escribir la serie de "La bicicleta de los Huanca". En 1992, luego de tener 3 años de experiencia en series televisivas como Gozalina y Comedia TV, Calasich encaró la serie que para ese entonces ya tenía 5 capítulos de una hora. "No teníamos un elenco estable, así que recurrí al taller de teatro de la UMSA". Es así que logra conformar el elenco base de la serie. "En los primeros ensayos, Marco Águila - que interpreta al sacerdote en la serie - tenía el papel de Eleuterio, pero con el paso del tiempo percibí que Aldo Velásquez dotaba al personaje de una dimensión insospechada. Poco a poco la serie fue tomando vuelo. Nos reuníamos dos veces por semana en un aula de la propia UMSA, pero aún faltaba lo más difícil: conseguir un canal que quisiera transmitirla".
Desde 1986 Calasich había intentado interesar a algún canal de televisión que se anime a producir argumentales. "La mayoría de las respuestas eran no...otros no eran tan contundentes y durante meses me daban largas interminables. La televisión privada había abierto sus puertas en 1983, y había una gran competencia, pero ningún canal se animaba a correr con los gastos de una serie o telenovela. Sólo había una experiencia en Santa Cruz, a la que se podía hacer referencia: Safipro con Carmelo Hurtado. Reflexionando ahora sobre por qué no tenemos más series, creo que podemos concluir que el error inicial fue de presupuesto. Es que esa primera generación de televisión estuvo muy relacionada con gente de cine, y el cine es caro, por tanto aplicaron los mismos cánones presupuestarios y concluyeron que dado el pequeño mercado boliviano era imposible recuperar los costos. La Bicicleta les demostraría que no sólo era posible recuperar lo invertido, sino que había un mundo de posibilidades que no se habían explorado".
"Fui fiel a la inspiración. Grabé en Pucarani, en el mismo circuito ciclístico que hasta ahora se sigue corriendo. Usé la casa de Flora en Sehuenca a unos cuantos kilómetros del pueblo y todo salió a pedir de boca, salvo las partes en las que Eleuterio se viste de mujer. Esa parte fue la difícil. El actor insistía en que era una de mis exageraciones y que a la gente no le gustaría ni creería ver llegar a un campesino disfrazado de cholita. Le prometí que si se veía grotesco o feo, él podría vetar el argumento y que la serie no saldría sin su aprobación, cosa que de buen agrado no cumplí, y gracias a lo cual disfrutamos de un Eleuterio disfrazado de cholita y a la que secuestran y casi ultrajan".
Con la serie en proceso de compaginación, los ejecutivos de ATB discutían el horario. "A unos les parecía que un modesto horario de las diez de la mañana estaba bien. Otros, la minoría, sugerían un horario estelar. A unos les parecía que la serie era muy corta, apenas 5 capítulos. Como no había consenso, se optó por presentar la serie en el screnning nacional y ver la respuesta del público y clientes". En noviembre de 1992 la creme de la televisión de ese entonces y las agencias publicitarias vieron apenas 8 minutos de la serie y la aprobaron con un aplauso cerrado. Los ejecutivos se entusiasmaron; decidieron que La Bicicleta tenga una campaña imaginativa. Así, desde enero de 1993 se difundieron spots en los que los propios personajes preguntaban a la gente en la calle: ¿Sabe usted qué es la bicicleta de los Huanca? El corolario fue la llegada de los Huanca y su bicicleta al Prado paceño, un domingo antes de la emisión del primer capítulo.

## Recepción en Bolivia
La Bicicleta de los Huanca es la serie que más veces se ha visto en la historia de la televisión boliviana. Hasta la fecha, más de 52 veces se ha difundido. El año 2007 la serie se convirtió en una película de dos horas de duración, la cual se comercializó a través de un convenio con la Federación de Comediantes en Audio y Video, llegando a venderse 15 mil copias. "Esta producción - comenta el director - es ya un patrimonio de toda la nación, y es un referente de lo que somos y lo que pensamos y con el paso del tiempo se ha convertido en un referente sociológico vivo".
"SI tratamos de explicar el éxito de la serie, debemos considerar muchos factores: Una historia en la que se cuenta la vida del hombre de campo desde adentro, el hombre andino con su particular sentido de humor, con sus anhelos, sus problemas simples y la manera en que éste ama y odia. Un altiplano ideal donde, pese a todo, es hermoso vivir. Una bicicleta que viene a romper y luego a restituir una paz aparente, pero cuando la bicicleta se va, todo vuelve a un equilibrio ideal. El trabajo de los actores que fueron vistiendo con diversos matices a los personajes, el horario, la campaña de promoción, el brazo que me rompí de niño cuando bajé del cerro intentando aprender a conducir una bicicleta... todo esto hace una mezcla irrepetible y sublime", explica Roberto Calasich, productor, escritor y director de la serie.